# Der Tod zu Basel
Der Tod zu Basel ist ein Spielfilm von Urs Odermatt aus dem Jahr 1992. Der Fernsehfilm entstand nach einem Drehbuch von Markus Kutter und einer Idee des Schweizer Fernsehjournalisten André Ratti.

## Handlung
In Basel ereignen sich rätselhafte Todesfälle: Leute sterben aus heiterem Himmel in aller Öffentlichkeit ohne ersichtliche Todesursache. Der Gerichtsmediziner, Professor Rüegg von der Pathologie, der Kantonsarzt Zäslin und die Politiker sind ratlos und bekommen es mit der Angst zu tun – die Presse schlachtet den Skandal aus. Es wird sogar – für Basel eine Sensation – ernsthaft erwogen, die bevorstehende Fasnacht nicht stattfinden zu lassen.
Rüeggs Assistent Andreas Zinstag, der sich auch mit den Todesfällen befassen muss, wohnt bei seinem Onkel, Jean-Jacques Zinstag, einem Arzt im Ruhestand. Dieser beginnt sich für die mysteriösen Todesfälle zu interessieren. Im Kreise seiner Freunde – Wissenschaftler, Künstler, Journalisten – entwickelt Zinstag die Theorie, dass die Leute nicht an einer bestimmten Krankheit sterben, sondern „am Tod“. Der Sensemann persönlich hält in Basel Einzug, wie einst im Totentanz.
Zinstag stellt fest, dass die scheinbar zusammenhanglosen Todesfälle doch durch eine Gesetzmässigkeit verbunden sind. Auf dem Stadtplan von Basel verfolgt Zinstag den spiralförmigen Weg des Todes von einem Opfer zum anderen und kann schließlich vorausberechnen, dass der Tod sich seinem Haus nähert.
Für Zinstags Neffen Andreas und die Krankenschwester Gabi, die ihre medizinischen Karrieren erst begonnen haben, wird die Auseinandersetzung mit den mysteriösen Todesfällen zum Prüfstein. Sollen sie den Fußstapfen von Andreas’ Vorgesetzten und Gabis Liebhaber Rüegg folgen, der die Todesfälle, wie auch seine Patienten im Allgemeinen, ausschließlich als klinische Probleme betrachtet? Oder sollen sie, wie der alte Zinstag, in ihrem Weltbild auch Platz für andere, nichtmedizinische Faktoren schaffen? Zinstag erkennt seinerseits, dass dem neuen Totentanz zu Basel nur dann ein Ende gemacht werden kann, wenn sich nicht alle vom Tod packen und mitziehen lassen, sondern einer den Spieß umdreht.

## Hintergrund

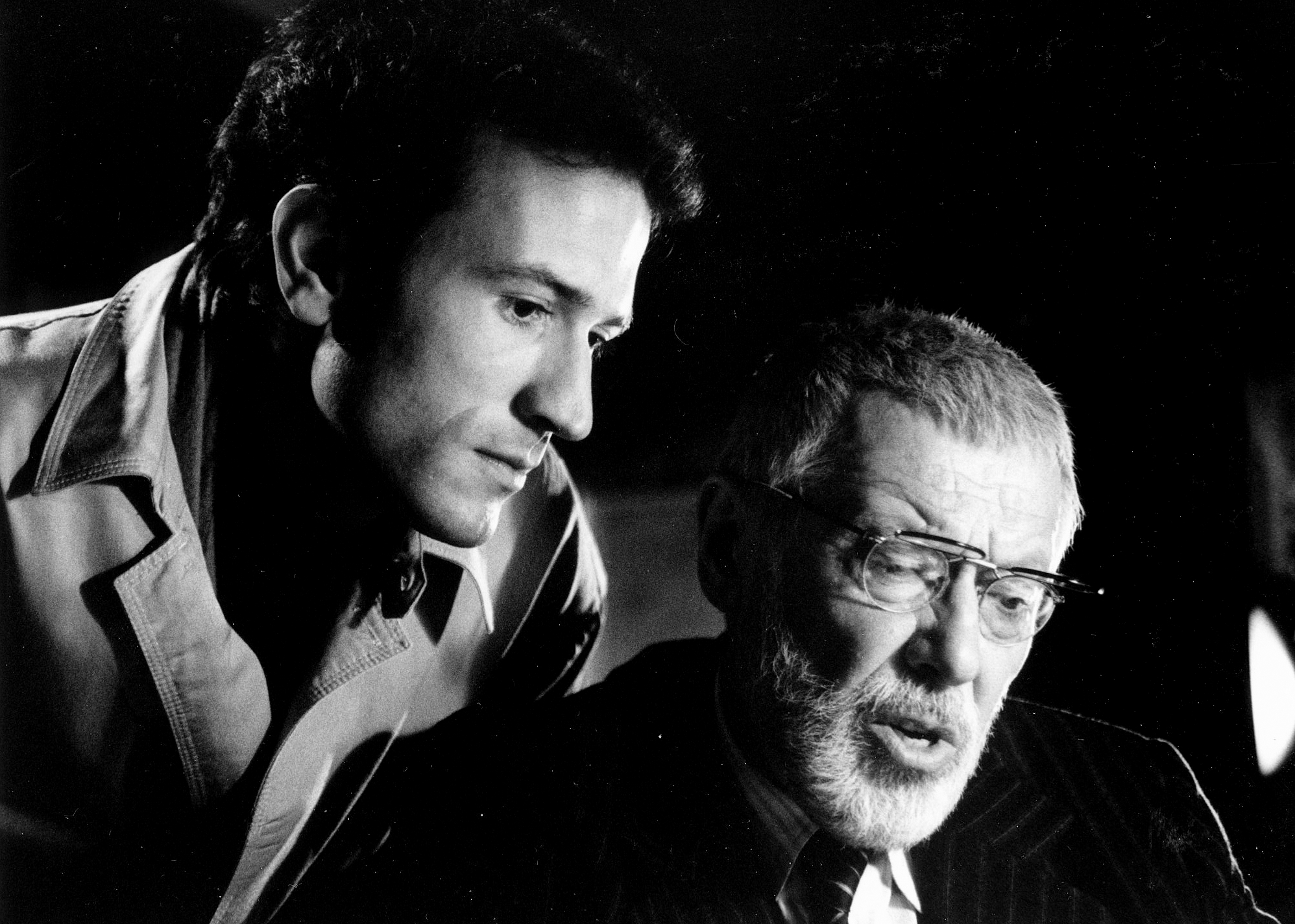
Stefan Walz (links), Dietmar Schönherr (rechts) in Der Tod zu Basel.

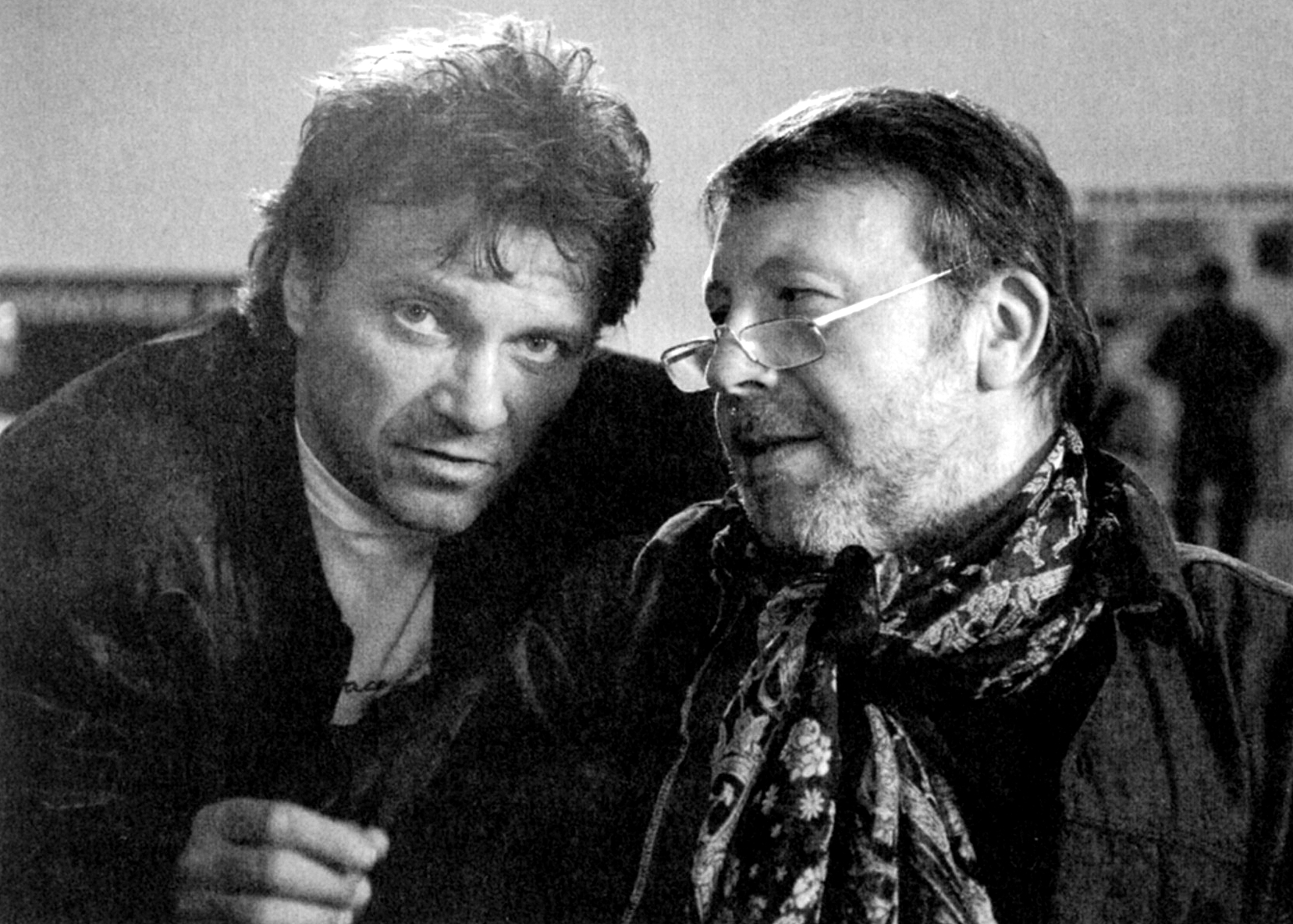
Wolfram Berger (links), Günter Lamprecht (rechts) in Der Tod zu Basel.

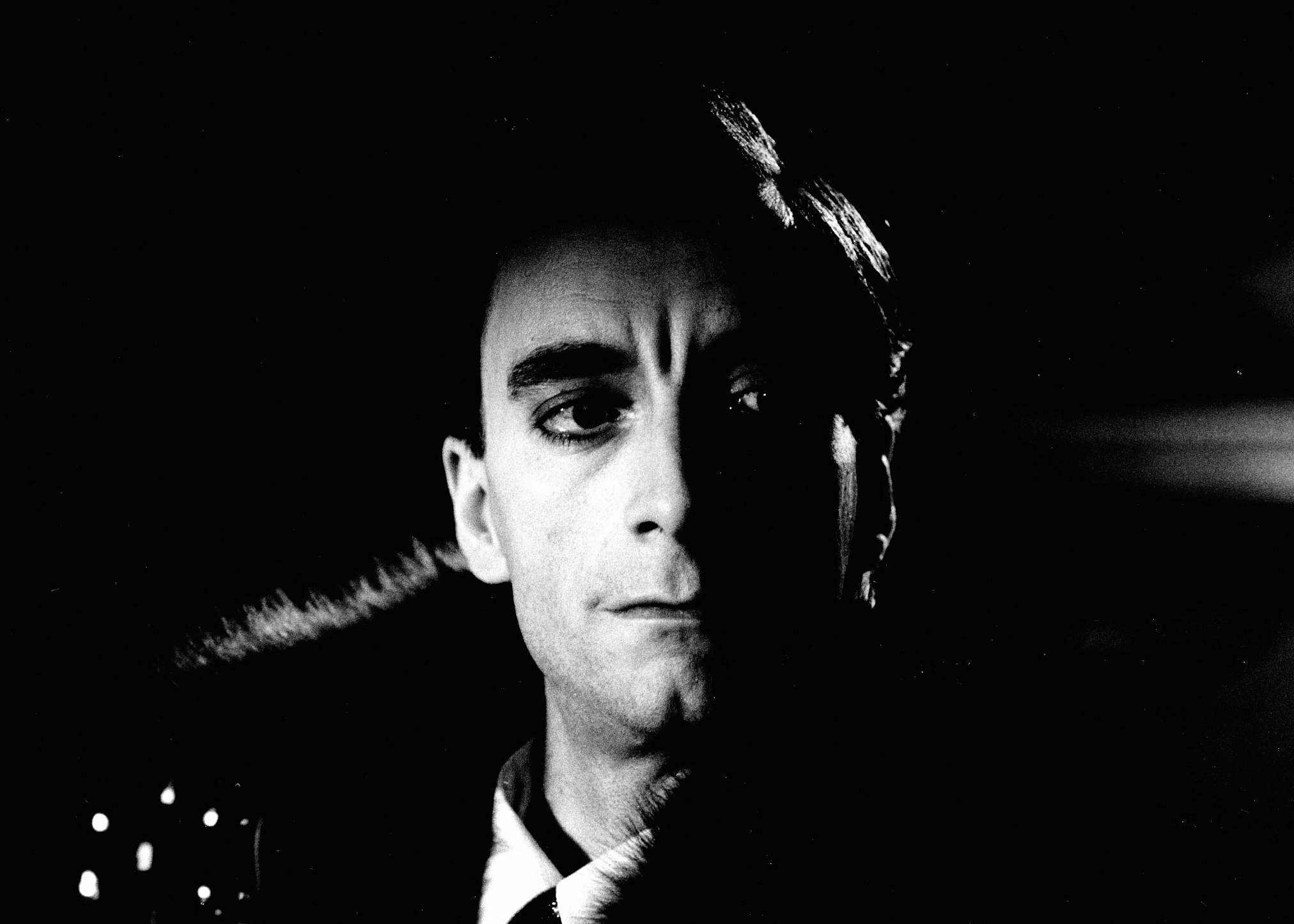
Ueli Jäggi in Der Tod zu Basel.

Die Idee zum Film hatte André Ratti, ein Schweizer Journalist. Mit ihr ging er zu Markus Kutter, der das Drehbuch schreiben sollte. Kutter willigte ein und bald bekundete das Schweizer Fernsehen Interesse. Plötzlich erkrankte Ratti an AIDS und starb 1986. Der Film schien unmöglich geworden.
Da entdeckte Kutter einige Jahre später eine neue Dimension des Stoffes: Ein Mann der Medien entwirft einen Film über den Tod zu Basel und wird von seiner Geschichte selbst eingeholt. Die Totentanzstadt, das heutige Gesundheitswesen, der Lebensstil des alten Basel, die modernen Medien und eine Figur namens André finden sich in einem Film, der zum Film über jenen Film geworden ist. Kutter baute in die Geschichte jene Figur ein, welche nun die zentrale Figur des Films ist. Einen Filmemacher, der einen Film dreht, dessen Geschichte von rätselhaftem Sterben, das sich die Ärzte und die Behörden nicht erklären können, handelt. Dieser Filmemacher, an Aids erkrankt, macht, wie das André Ratti selber getan hat, sein eigenes Sterben öffentlich.
Der Tod zu Basel wurde 1990 vom Schweizer Fernsehen gemeinsam mit dem Westdeutschen Rundfunk produziert. Die Erstaufführung war am 26. Januar 1992 im Schweizer Fernsehen SF 1.

## Kritiken
„Von skurrilen und grotesken Zügen durchdrungene Mischung aus Fabel, Thriller und Drama.“

„Die Geschichte ist kein Märchen, sie ist vielmehr dem Leben und dem Tod abgeschaut, vielschichtig ist sie, mystisch und wundervoll unzeitgeistig. Ein Fanal aus den depressiven Niederungen der oberrheinischen Tiefebene, doch frei von Tranigkeit und Psychomuff, dank der (deutschen) Schauspieler von neuer schweizerischer Qualität und ohne falsche Langsamkeit.“

„Man [wird] zuweilen […] mit szenischen Augenblicken konfrontiert, in denen ein Anflug von bloßem Narrenspiel spürbar wird. Das Thema allerdings bestimmt die Düsternis der Atmosphäre, die, dank vielem Nachtdunkel, stilistisch durchgehalten ist. Die Form des Reigens, angelegt um die zentrale Figur des Filmemachers und dessen Arbeit am Montagetisch, lässt sich erspüren. Doch wird sie immer wieder aufgehoben, weil eben nicht der Tod den Rundgang bestimmt, auch wenn er personifiziert, als schwarz vermummter Edelmann, auftritt. Es ist dieser Bruch, der zwei Ebenen schafft, welcher der Aufmerksamkeit zuweilen zuwider wirkt. Doch gebannt wird sie durch den Anspruch, den die Darsteller, allen voran Günter Lamprecht in der Rolle des Filmemachers, stellen. Hier gewinnt der Film eine Intensität, die er von Bild und Montage her sonst nicht durchgehend besitzt.“